# Xylomya gracilicorpus
Xylomya gracilicorpus är en tvåvingeart som beskrevs av Yang och Akira Nagatomi 1993. Xylomya gracilicorpus ingår i släktet Xylomya och familjen lövträdsflugor.
Artens utbredningsområde är Heilongjiang (Kina). Inga underarter finns listade i Catalogue of Life.